# George Embiricos
 (février 2025).
Si vous disposez d'ouvrages ou d'articles de référence ou si vous connaissez des sites web de qualité traitant du thème abordé ici, merci de compléter l'article en donnant les références utiles à sa vérifiabilité et en les liant à la section « Notes et références ».
George Embiricos (grec moderne : Γεώργιος Α. Εμπειρίκος, Geórgios A. Embiríkos), né en 1920 sur l'île d'Ándros et mort en 2011, est un homme d'affaires et collectionneur d'art grec connu pour avoir possédé des œuvres de peintres de renom tels Le Greco, Francisco de Goya, Paul Cézanne, Picasso et Vincent Van Gogh entre autres.